# Čaková
Obec Čaková (německy Friedersdorf, polsky Czakowa) se nachází v okrese Bruntál v Moravskoslezském kraji. Žije zde 329 obyvatel.

## Poloha
Obec Čaková sousedí na severu s Krasovem, na východě s Branticemi a Zátorem, na jihu s Novými Heřminovy a na západě s Bruntálem a Širokou Nivou. Od okresního města Bruntál je vzdálena 9,5 km a od krajského města Ostrava 59 km.
Geomorfologicky patří Čaková k provincii Česká vysočina, subprovincii Krkonošsko-jesenické (Sudetské), oblasti Jesenické (Východosudetské) (geomorfologický celek Nízký Jeseník, podcelek Brantická vrchovina). Nejvyšší bod obce (604 m n. m.) se nachází na sever od středu vsi; dalšími kopci jsou např. Skalka (599 m n. m.), Jakubčovický kopec (595 m n. m.) nebo Střelná (591 m n. m.) na hranici s Novými Heřminovy.
Území Čakové patří do povodí Odry, resp. Opavy. Obcí protéká severojižním směrem Čakovský potok, který se brzy po opuštění obce vlévá v Loučkách do Opavy. O něco západněji protéká katastrem Čakové ze severu na jih rovněž Jelení potok, který se vlévá do Opavy v Nových Heřminovech. Oba potoky na území obce i pramení. Na severovýchodě protéká územím obce rovněž Hradský potok.
Území obce pokrývá z 58 % zemědělská půda (12 % orná půda, 44 % louky a pastviny), z 37 % les a z 4,5 % zastavěné a ostatní (např. průmyslové) plochy.

## Název
Vesnice se původně jmenovala Čakov a její jméno bylo odvozeno od osobního jména Čak (což byla domácká podoba některého jména začínajícího na Ča-, např. Čábud, Čáhost, Čáslav). Význam místního jména byl "Čakův majetek". Od 17. století se pro vesnici užívalo výhradně německé jméno Friedersdorf ("Friedrova ves", Frieder byla domácká podoba jména Friedrich) dané bez souvislosti s původním českým. Teprve koncem 19. století bylo zavedeno (obnoveno) souběžné české jméno v upravené podobě Čaková.

## Historie
První písemná zmínka o obci pochází z roku 1498. Od 1. ledna 1980 do 23. listopadu 1990 byla dnešní obec Čaková součástí obce Zátor a od 24. listopadu 1990 se stala samostatnou obcí.

## Významní rodáci
P. Franz Josef Schreiber (* 14. února 1893 Čaková, čp. 76 - + 12. června 1960 Gottsbrüner, BRD)
P. ThDr. Adolf Johann Marie Schreiber (* 25. května 1898 Čáková, čp. 76 - + 25. 12. 1960 Veckerhagen, BRD)

## Vývoj počtu obyvatel
Počet obyvatel Čakové podle sčítání nebo jiných úředních záznamů:

| Rok            | 1869 | 1880 | 1890 | 1900 | 1910 | 1921 | 1930 | 1939 | 1950 | 1961 | 1970 | 1980 | 1991 | 2001 |
| -------------- | ---- | ---- | ---- | ---- | ---- | ---- | ---- | ---- | ---- | ---- | ---- | ---- | ---- | ---- |
| Počet obyvatel | 663  | 701  | 746  | 627  | 670  | 634  | 701  | 641  | 413  | 427  | 365  | 343  | 286  | 294  |

V Čakové je evidováno 130 adres : 121 čísel popisných (trvalé objekty) a 9 čísel evidenčních (dočasné či rekreační objekty). Při sčítání lidu roku 2001 zde bylo napočteno 79 domů, z toho 78 trvale obydlených.

## Pamětihodnosti
- Zvonička nad čp. 86, která pochází asi z 18. století, je kulturní památkou ČR.[12]
- V obci se nachází přes 400 let starý památný dub letní (při výjezdu z obce na Širokou Nivu, 50°3′25″ s. š., 17°32′21″ v. d.) a dobová zvonice.
- Pamětní deska k uctění Hanse Kudlicha[13] z roku 1908 s dnes již nečitelným nápisem "Němci držte hlavu vztyčenou! – 1848-1908".

## Galerie

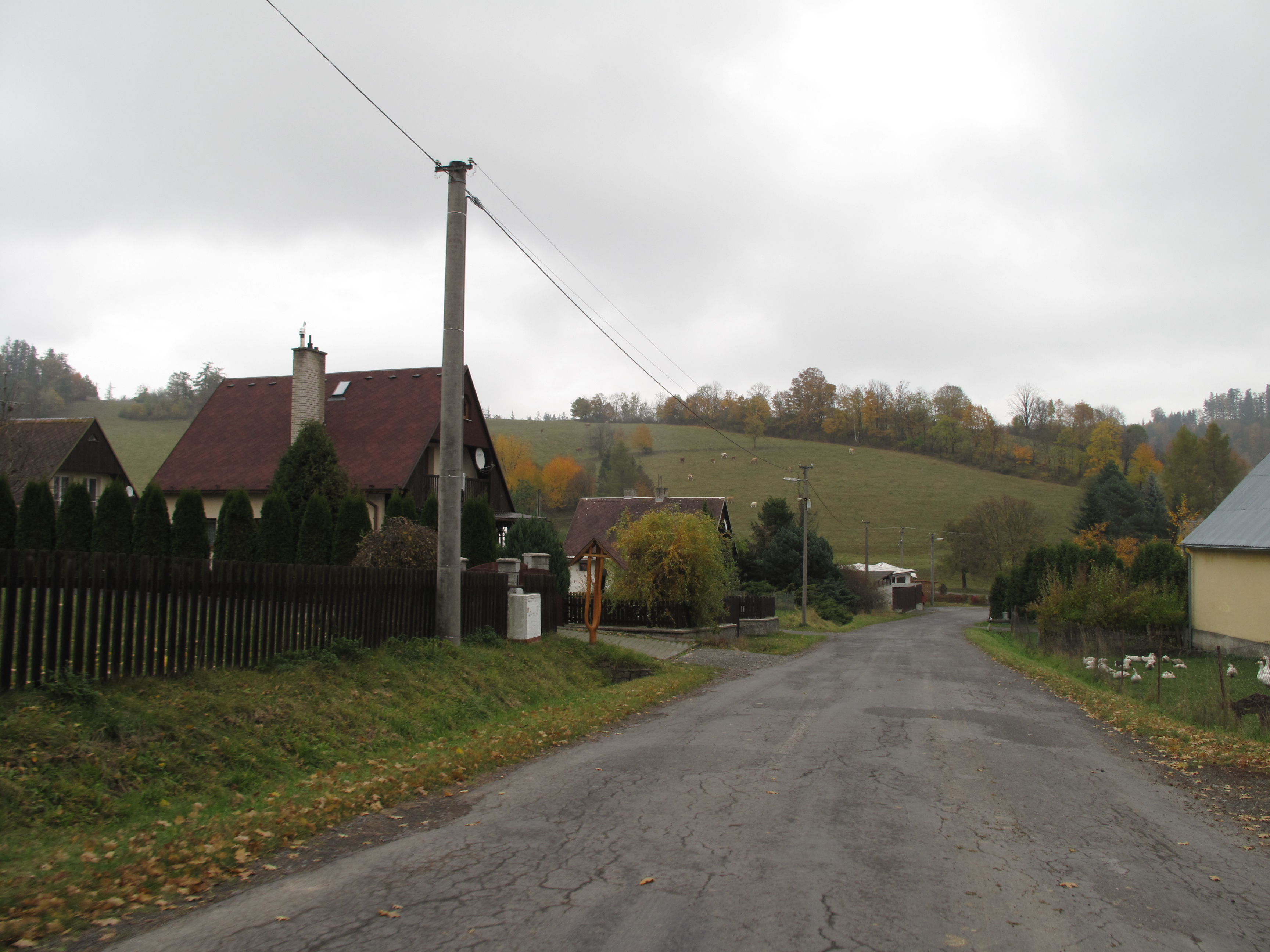
Cesta
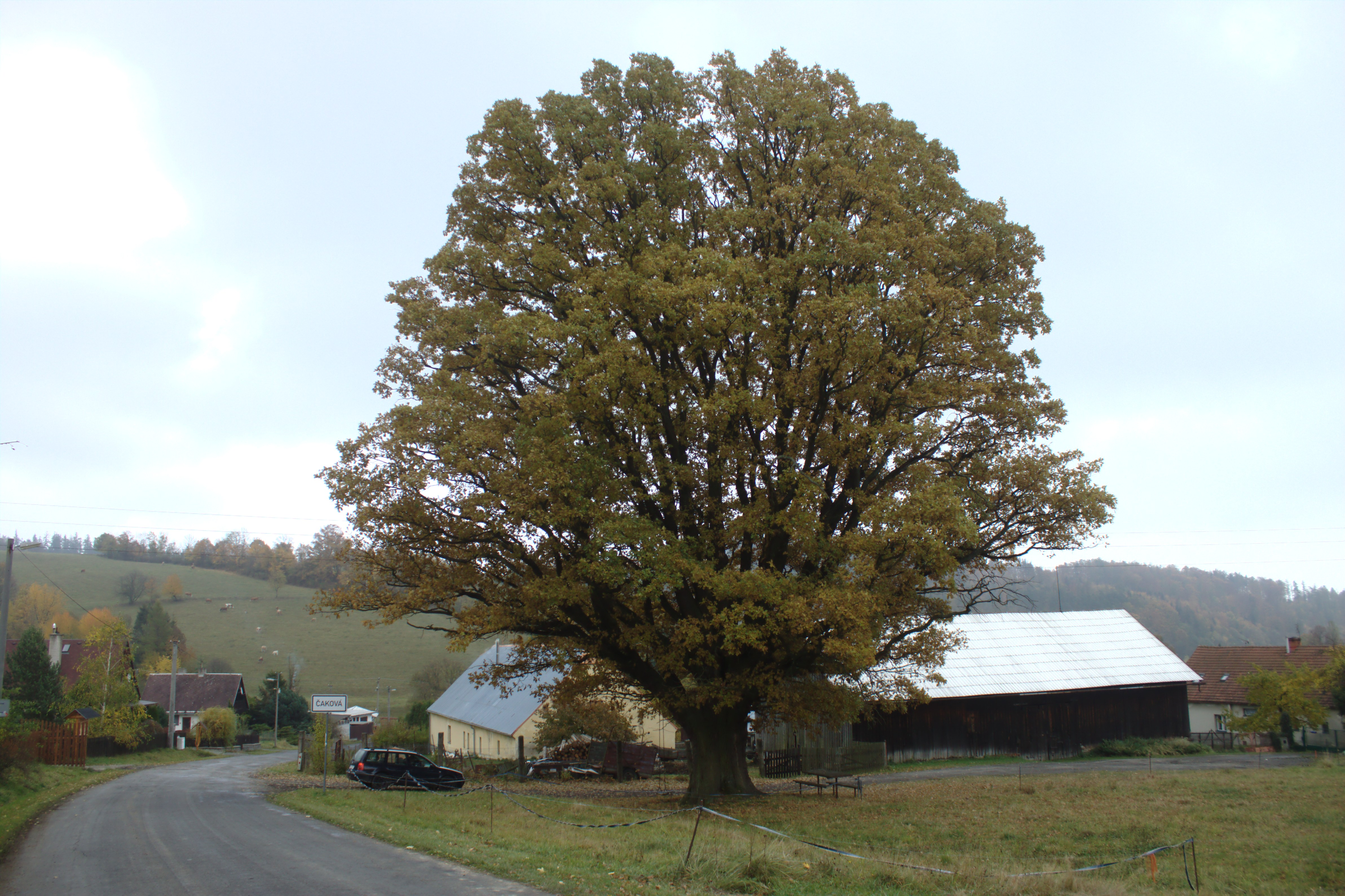
Památný dub letní
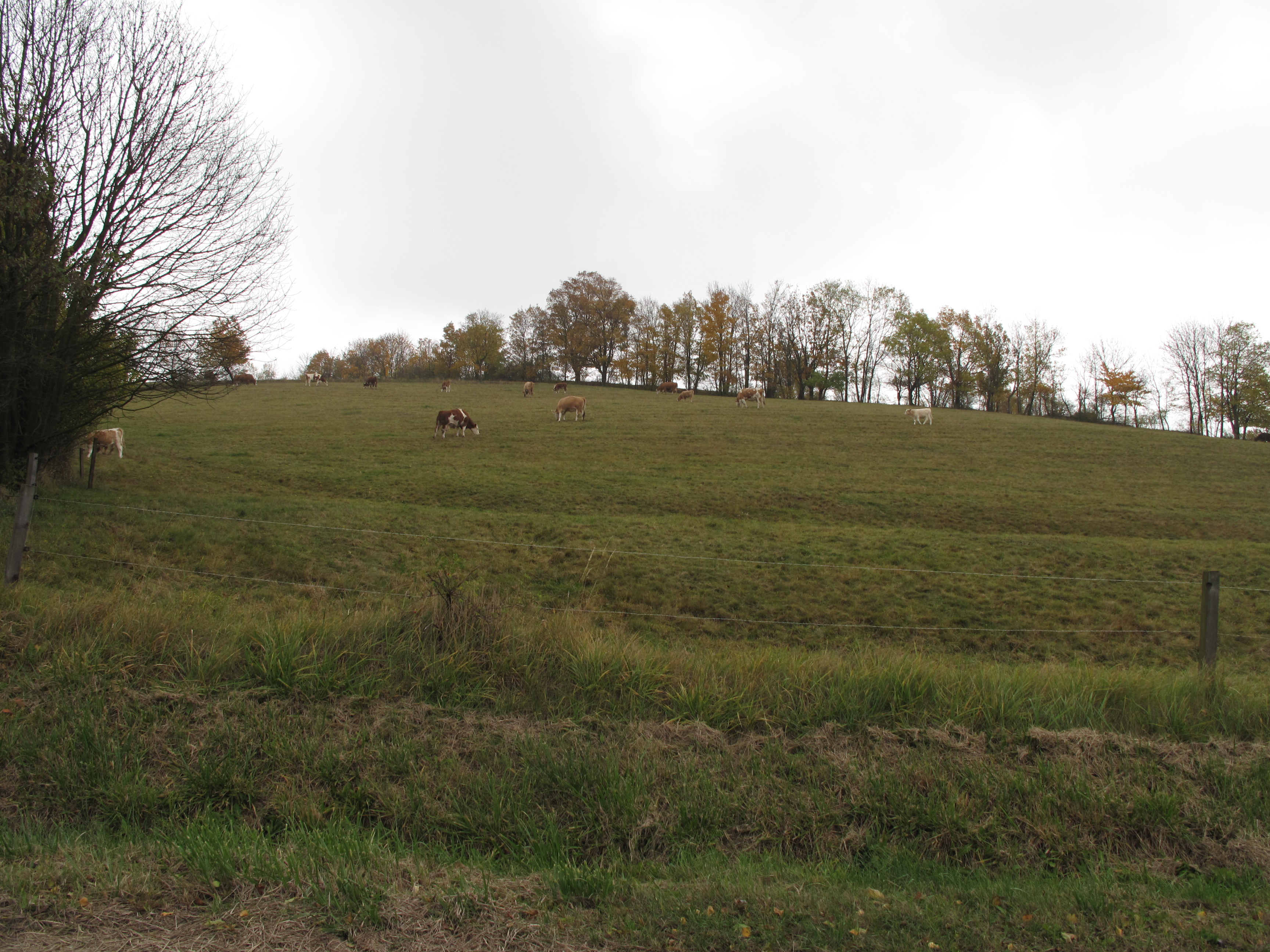
Pastvina